# Unterseeboot 454
L'Unterseeboot 454 ou U-454 est un U-Boot type VIIC utilisé par la Kriegsmarine pendant la Seconde Guerre mondiale.
Le sous-marin fut commandé le 30 octobre 1939 à Kiel (Deutsche Werke), sa quille fut posée le 4 juillet 1940, il fut lancé le 30 avril 1941 et mis en service le 24 juillet 1941, sous le commandement du Kapitänleutnant Burkhard Hackländer.
Il coule à l'ouest du golfe de Gascogne, d'un assaut de l'aviation australienne en août 1943.

## Conception
Unterseeboot type VII, l'U-454 avait un déplacement de 769 tonnes en surface et 871 tonnes en plongée. Il avait une longueur totale de 67,10 m, un maître-bau de 6,20 m, une hauteur de 9,60 m et un tirant d'eau de 4,74 m. Le sous-marin était propulsé par deux hélices de 1,23 m, deux moteurs diesel Germaniawerft M6V 40/46 de 6 cylindres en ligne de 1 400 cv à 470 tr/min, produisant un total de 2 060 à 2 350 kW en surface et de deux moteurs électriques Siemens-Schuckert GU 343/38-8 de 375 cv à 295 tr/min, produisant un total 550 kW, en plongée. Le sous-marin avait une vitesse en surface de 17,7 nœuds (32,8 km/h) et une vitesse de 7,6 nœuds (14,1 km/h) en plongée. Immergé, il avait un rayon d'action de 80 milles marins (150 km) à 4 nœuds (7,4 km/h; 4,6 milles par heure) et pouvait atteindre une profondeur de 230 m. En surface son rayon d'action était de 8 500 milles nautiques (soit 15 700 km) à 10 nœuds (19 km/h).
L'U-454 était équipé de cinq tubes lance-torpilles de 53,3 cm (quatre montés à l'avant et un à l'arrière) qui contenait quatorze torpilles. Il était équipé d'un canon de 8,8 cm SK C/35 (220 coups) et d'un canon antiaérien de 20 mm Flak. Il pouvait transporter 26 mines TMA ou 39 mines TMB. Son équipage comprenait 4 officiers et 40 à 56 sous-mariniers.

## Historique
Il servit dans la 5. Unterseebootsflottille (flottille d'entrainement) jusqu'au 31 octobre 1941 et dans la 7. Unterseebootsflottille jusqu'à sa perte.
Sa première patrouille est précédée d'un bref passage à Kiel. L'U-454 quitta Kirkenes le 25 décembre 1941 et patrouilla en mer de Barents. Il coula le même jour le chalutier soviétique RT-68 Enise à 78 milles marins (144 km) au nord de Zapolyarny District (en), le destroyer britannique HMS Matabele et endommagea le navire marchand britannique Harmatis. Le Matabele est touché à l'arrière par une torpille, qui atteint la soute à munitions ; il coule en deux minutes. La plupart des marins survivants au naufrage meurent des explosions des charges de profondeurs ou d'hypothermie, dans l'eau glacée de l'Arctique ; seuls deux marins sur 238 hommes d'équipage survécurent. 
Sa deuxième sortie d'une durée de huit jours, se déroule en mer de Barents. Il accoste à Trondheim le 3 février 1942.
Sa troisième patrouille est marquée par la perte du Matrosengefreiter Josef Kauerlos qui passe par-dessus bord le 26 février 1942.
Sa quatrième patrouille est également menée en mer de Barents.
Sa cinquième patrouille, du 8 au 20 avril 1942, se passe aux alentours de l'île aux Ours.
Deux autres courts trajets sont effectués à Kirkenes, Bergen et Kiel. Il patrouille entre l'Islande et les îles Féroé. Il se rend à l'ouest de Terre-Neuve et accoste à Saint-Nazaire, en France occupée, le 17 août 1942.
Sa septième patrouille au départ de Saint-Nazaire dure 73 jours, ce fut sa plus longue.
Sa huitième patrouille se passe à l'ouest de l'Irlande jusqu'au nord des Açores.

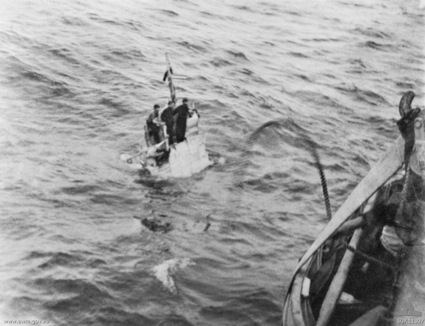
Sauvetage des survivants du Sunderland qui coula lU-454.

Sa neuvième patrouille du 17 avril au 23 mai 1943, au départ de Saint-Nazaire, se déroule dans l'Atlantique. Le 10 mai, il croise un Fairey Swordfish du porte-avion HMS Biter. Aucun combat n'est engagé, il est contraint de plonger. Il revient en France à La Rochelle (La Pallice), après 37 jours en mer.
Il repart en mer le 29 juillet 1943 pour sa dixième patrouille. Le 1er août 1943, il est attaqué et coulé à la position 45° 36′ N, 10° 23′ O, par des charges de profondeur lancées par un Sunderland australien du 10e escadron de la RAAF lorsqu'il est en chemin vers la Méditerranée. L'U-454 abat l'avion avant de couler. Six hommes sur les douze aviateurs de l'équipage meurent.

32 des 46 membres d'équipage meurent dans cette attaque.

## Affectations
- 5. Unterseebootsflottille du 24 juillet 1941 au 31 octobre 1941 (Période de formation).
- 7. Unterseebootsflottille du 1er novembre 1941 au 1er août 1943 (Unité combattante).

## Commandement
- Kapitänleutnant Burckhard Hackländer du 24 juillet 1941 au 1er août 1943.

## Patrouilles
|       | Commandant                  | Départ            | Départ      | Arrivée           | Arrivée     | Jours     | Succès  |
| ----- | --------------------------- | ----------------- | ----------- | ----------------- | ----------- | --------- | ------- |
|       | Kptlt. Burckhard Hackländer | 1er décembre 1941 | Kiel        | 12 décembre 1941  | Kirkenes    | 12 jours  |         |
| 1     | Kptlt. Burckhard Hackländer | 25 décembre 1941  | Kirkenes    | 20 janvier 1942   | Kirkenes    | 27 jours  | 7 822   |
| 2     | Kptlt. Burckhard Hackländer | 27 janvier 1942   | Kirkenes    | 3 février 1942    | Trondheim   | 8 jours   |         |
| 3     | Kptlt. Burckhard Hackländer | 24 février 1942   | Trondheim   | 15 mars 1942      | Kirkenes    | 20 jours  |         |
| 4     | Kptlt. Burckhard Hackländer | 24 mars 1942      | Kirkenes    | 2 avril 1942      | Kirkenes    | 10 jours  |         |
| 5     | Kptlt. Burckhard Hackländer | 8 avril 1942      | Kirkenes    | 20 avril 1942     | Kirkenes    | 13 jours  |         |
|       | Kptlt. Burckhard Hackländer | 23 avril 1942     | Kirkenes    | 29 avril 1942     | Bergen      | 7 jours   |         |
|       | Kptlt. Burckhard Hackländer | 30 avril 1942     | Bergen      | 3 mai 1942        | Kiel        | 4 jours   |         |
| 6     | Kptlt. Burckhard Hackländer | 4 juillet 1942    | Kiel        | 17 août 1942      | St. Nazaire | 45 jours  |         |
|       | Kptlt. Burckhard Hackländer | 15 septembre 1942 | St. Nazaire | 16 septembre 1942 | St. Nazaire | 2 jours   |         |
| 7     | Kptlt. Burckhard Hackländer | 26 septembre 1942 | St. Nazaire | 7 décembre 1942   | St. Nazaire | 73 jours  |         |
| 8     | Kptlt. Burckhard Hackländer | 18 janvier 1943   | St. Nazaire | 8 mars 1943       | St. Nazaire | 50 jours  |         |
| 9     | Kptlt. Burckhard Hackländer | 17 avril 1943     | St. Nazaire | 23 mai 1943       | La Pallice  | 37 jours  |         |
| 10    | Kptlt. Burckhard Hackländer | 26 juillet 1943   | La Pallice  | 1er août 1943     | Coulé       | 7 jours   |         |
| Total | Total                       | Total             | Total       | Total             | Total       | 315 jours | 7 822 t |

Note : Kptlt. = Kapitänleutnant

### Opérations Wolfpack
L'U-454 participa à 19 Wolfpacks (meutes de loup) durant sa carrière opérationnelle :
- Oulan (25 décembre 1941 – 18 janvier 1942)
- Aufnahme (7-10 mars 1942)
- Umhang (10-15 mars 1942)
- Eiswolf (28-31 mars 1942)
- Robbenschlag (8-14 avril 1942)
- Blutrausch (15-19 avril 1942)
- Loup (13-30 juillet 1942)
- Pirat (30 juillet – 3 août 1942)
- Steinbrinck (3-11 août 1942)
- Panther (6-20 octobre 1942)
- Veilchen (20 octobre – 7 novembre 1942)
- Kreuzotter (9-18 novembre 1942)
- Lansquenet (20-28 janvier 1943)
- Pfeil (1er-9 février 1943)
- Ritter (16-23 février 1943)
- Amsel (26 avril – 3 mai 1943)
- Amsel 4 (3-6 mai 1943)
- Rhein (7-10 mai 1943)
- Elbe 2 (10-14 mai 1943)

## Navires coulés
L'U-454 coula 1 navire marchand de 557 tonneaux, 1 navire de guerre de 1 870 tonneaux et endommagea 1 navire marchand de 5 395 tonneaux au cours des 10 patrouilles (315 jours en mer) qu'il effectua.
| Date            | Nom          | Nationalité       | Tonnage | Fait      |
| --------------- | ------------ | ----------------- | ------- | --------- |
| 17 janvier 1942 | Harmatris    | Royaume-Uni       | 5 395   | Endommagé |
| 17 janvier 1942 | HMS Matabele | Royal Navy        | 1 870   | Coulé     |
| 17 janvier 1942 | RT-68 Enisej | Marine soviétique | 557     | Coulé     |